# Transmisividad (Hidráulica)
La transmisibilidad o transmisividad hidráulica de un acuífero es la tasa de flujo bajo un determinado gradiente hidráulico a través de una unidad de anchura de acuífero de espesor dado, y saturado. Es el producto del espesor saturado de dicho acuífero y la conductividad hidráulica (K). Se mide en una unidad de superficie dividido en una unidad de tiempo. Tiene dimensiones: [m²]/[día] o L2*T-1
{\displaystyle T_{i}=K_{i}d_{i}}
En otras palabras, transmisividad (T), es el volumen de agua que atraviesa una banda de acuífero de ancho unitario en la unidad de tiempo y bajo la carga de un metro. Es representativa de la capacidad que tiene el acuífero para ceder agua.
Se pueden distinguir dos tipos de transmisividad: la transmisibilidad darciana o lineal, TD (TD = m*KD) y la transmisibilidad turbulenta, TT (TT = m*KT).
Diversos experimentos han demostrado que la conductividad hidráulica darciana no sólo depende de las características del medio, sino también de las del fluido (su viscosidad y peso específico), por lo que se estableció una relación entre KD, las propiedades del fluido y una característica intrínseca del medio que es independiente del fluido que circula a través de él. Esa característica se denomina permeabilidad intrínseca o geométrica y se representará por el símbolo k.

## Métodos de cálculo

### Método de Cooper - Jacob
El método se utiliza con base en mediciones de campo hechas durante una prueba de bombeo.
{\displaystyle T=0.183*{\frac {Q}{S_{2}-S_{1}}}}
donde:
{\displaystyle T=} Transmisividad hidráulica del acuífero expresado en [m²/día]
{\displaystyle Q=} Caudal constante expresado en [m³/día]
{\displaystyle S_{2}} y {\displaystyle S_{1}=} descensos de abatimiento para tiempos {\displaystyle t_{1}} y {\displaystyle t_{2}} siendo: {\displaystyle t_{1}} ≠ {\displaystyle 0}  y {\displaystyle t_{2}=10*t_{1}}